# Chartreuse de Basseville

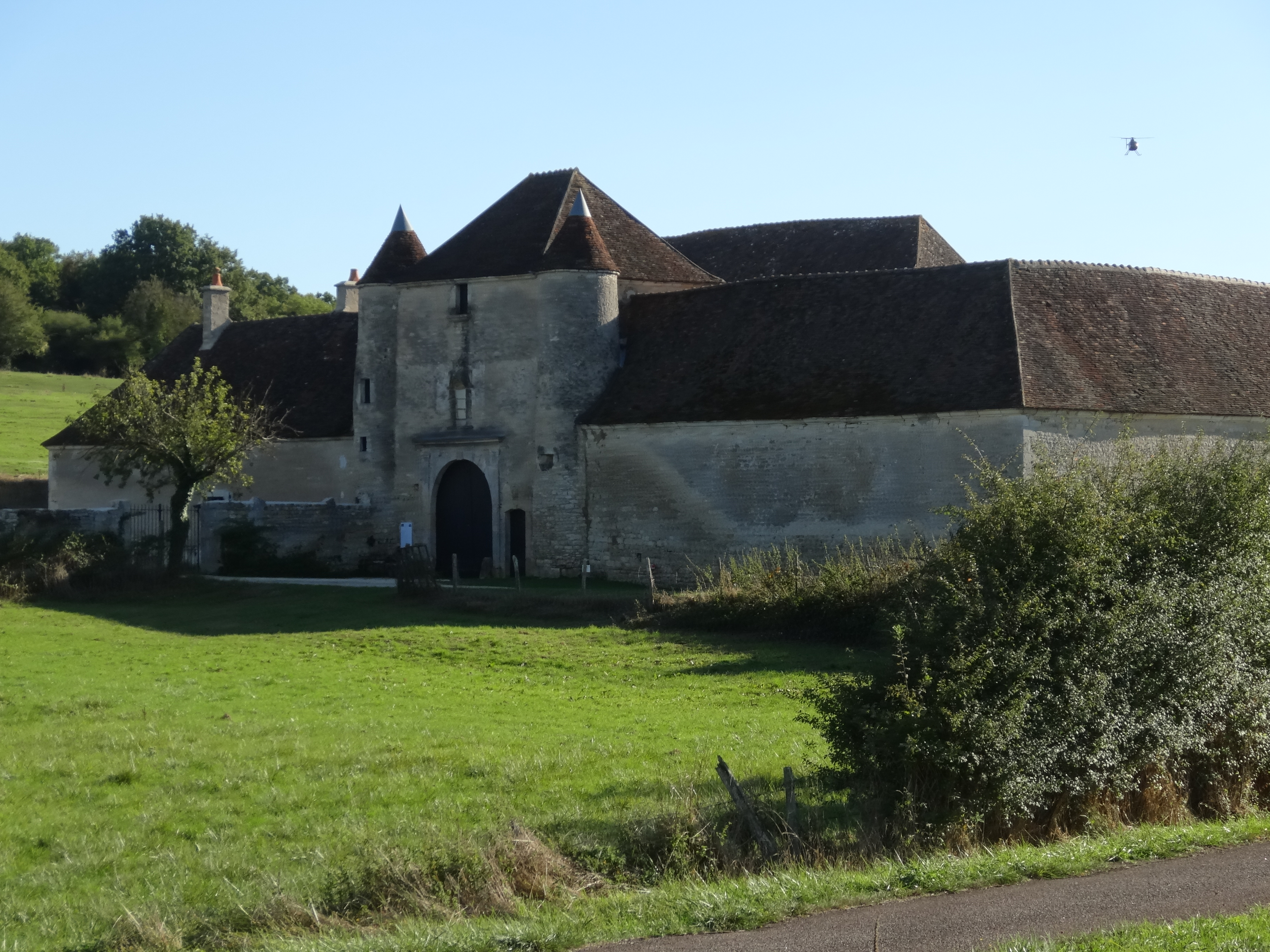
Chartreuse de Basseville

Das Wappen der Chartreuse zeigt Johannes den Täufer mit Kreuzstab und dem auf dem linken Arm getragenen Opferlamm

Die Chartreuse Notre-Dame du Val Saint-Jean de Basseville ist ein ehemaliges Kloster der Kartäuser. Sie befindet sich in der Gemarkung der französischen Gemeinde Pousseaux, im Département Nièvre der Region Bourgogne-Franche-Comté. Das Kloster liegt im Tal des Flusses Yonne am Ufer des Canal du Nivernais.

## Geschichte
Die Kartause wurde im Jahr 1328 gegründet. Die Klosterkirche wurde 1331 der Jungfrau Maria und St. Johannes dem Täufer geweiht. Bereits in den ersten Jahrzehnten ihres Bestehens konnte die Kartause ihren Landbesitz durch Erwerb und Schenkungen von Gütern in der Region um Clamecy wesentlich ausdehnen. Die landwirtschaftliche nutzbare Fläche wurde durch umfangreiche Rodungen erweitert.
Von der zweiten Hälfte des 14. Jahrhunderts bis in das Jahr 1569 war das Kloster mehrmals Angriffen und Plünderungen ausgesetzt, so im Verlauf des Hundertjährigen Krieges bei einem Durchzug englischer Truppen im Jahr 1360 und erneut 1430 durch marodierende Banden. Während der Hugenottenkriege wurde die Kartause im Jahr 1569 verwüstet. Ein Klosterbrand richtete 1693 erhebliche Schäden an.
Bereits in erste Phase der Französischen Revolution, wurde die Kartause 1789 geplündert, die Mönche vertrieben und die Gebäude zu Nationaleigentum erklärt. Das Inventar des Klosters wurde verkauft. Die ehemalige Kartause Basseville wurde in einen landwirtschaftlichen Gutshof und eine Kellerei umgewandelt. Die Klosterkirche diente als Kelterhaus.

## Heutige Nutzung
Heute befindet sich die Anlage in Privatbesitz und wird als landwirtschaftlicher Betrieb genutzt. Erhalten geblieben sind das von Türmen flankierte Eingangsportal und das ehemalige Refektorium aus dem 16. Jahrhundert. Die Klostergebäude werden seit 1927 vom französischen Kulturministerium als Monument historique (‚historisches Monument‘) klassifiziert. Derzeit finden Ausgrabungsarbeiten durch das Institut national de recherches archéologiques (Inrap) auf dem Klostergelände statt (Stand 2016).
Gefördert durch die Regionalverwaltung von Burgund wurde im Jahr 2010 ein mittelalterlicher Klostergarten angelegt. Alte Obstbaumsorten, Blumen zur Honiggewinnung, Gemüse, Heilpflanzen, Duftpflanzen und Pflanzen zur Farbstoffproduktion bieten eine Übersicht über die im Mittelalter von den Mönchen kultivierten Nutzpflanzen.
Im Jahr 2011 wurde der Verein „Les Amis de la Chartreuse de Basseville“ zur Förderung der Restaurierung der Gebäude und Gärten sowie der kulturellen und touristischen Entwicklung gegründet. Das Gelände ist in den Sommermonaten der Öffentlichkeit zugänglich.